# San Felice da Cantalice a Centocelle

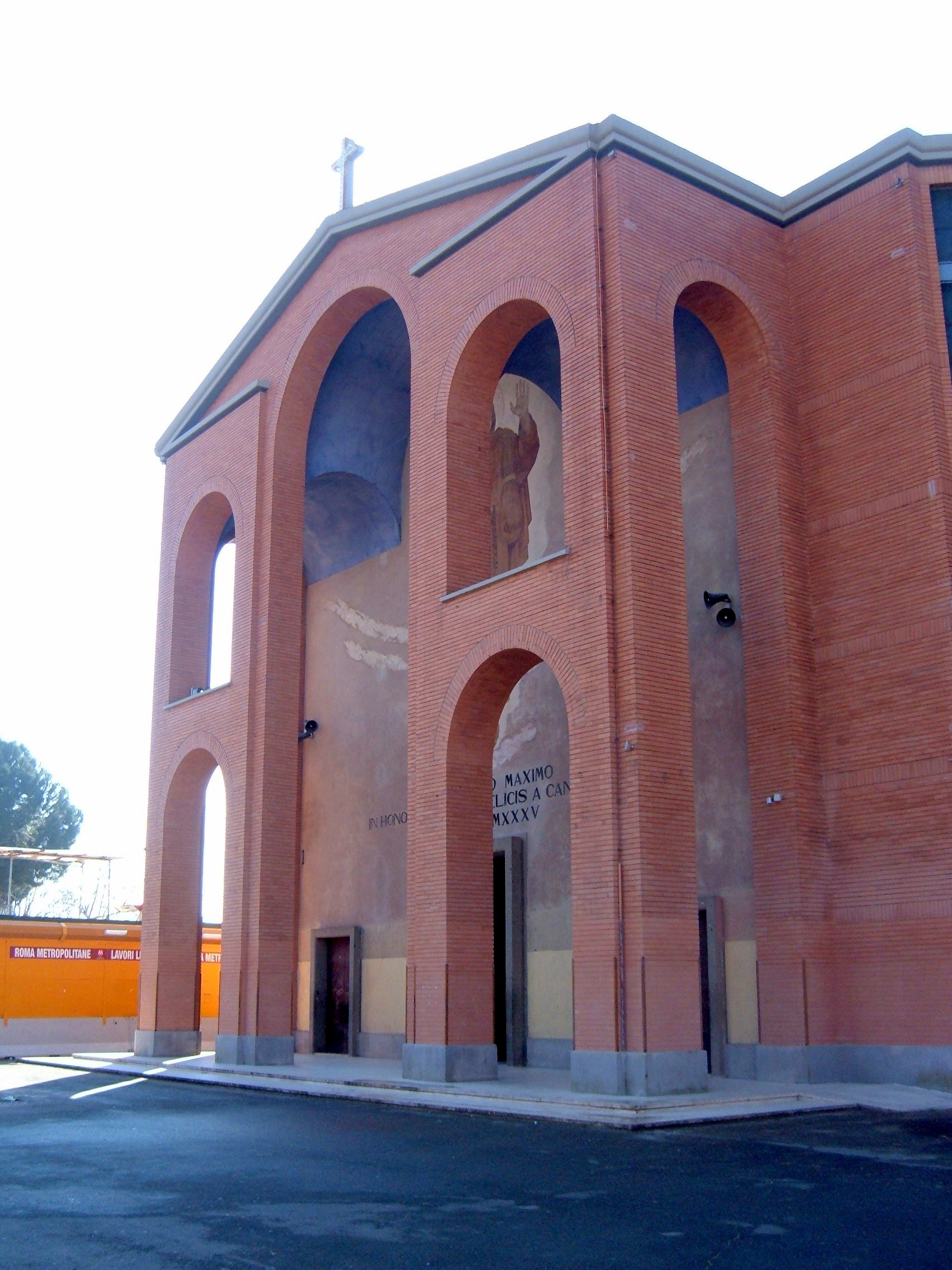

San Felice da Cantalice a Centocelle (lateinisch: Sancti Felicis a Cantalicio ad Centumcellas) ist eine römische Titelkirche.

## Überblick
Die Kirche wurde 1934/35 nach einem Entwurf der Architekten Mario Paniconi und Giulio Pediconi auf einer Landschenkung des Grafen Achilles Muti-Bussi gebaut und der Ordensgemeinschaft der Kapuziner anvertraut, die bereits seit 1930 an dieser Stelle einen Kapuzinerkonvent errichtet hatten. Die Pfarrgemeinde wurde am 29. März 1935 mit dem Dekret Sollicitudo Omnium Ecclesiarum durch Kardinalvikar Francesco Marchetti Selvaggiani gegründet. Am 2. Oktober 1941 wurde die Kirche durch Kardinal Luigi Traglia geweiht. Am 29. April 1969 folgte die Erhebung zur Titelkirche der römisch-katholischen Kirche durch Papst Paul VI. Namenspatron ist der heilige Felix von Cantalice, der Schutzpatron der Kapuziner.
Die Eingangsfassade zeigt ein großes Mosaik von Felix von Cantalice. Im Innenraum finden sich einige Werke des Franziskanerpaters Ugolino.
Sie befindet sich an der Piazza San Felice da Cantalice 20 im römischen Quartier Prenestino-Centocelle.

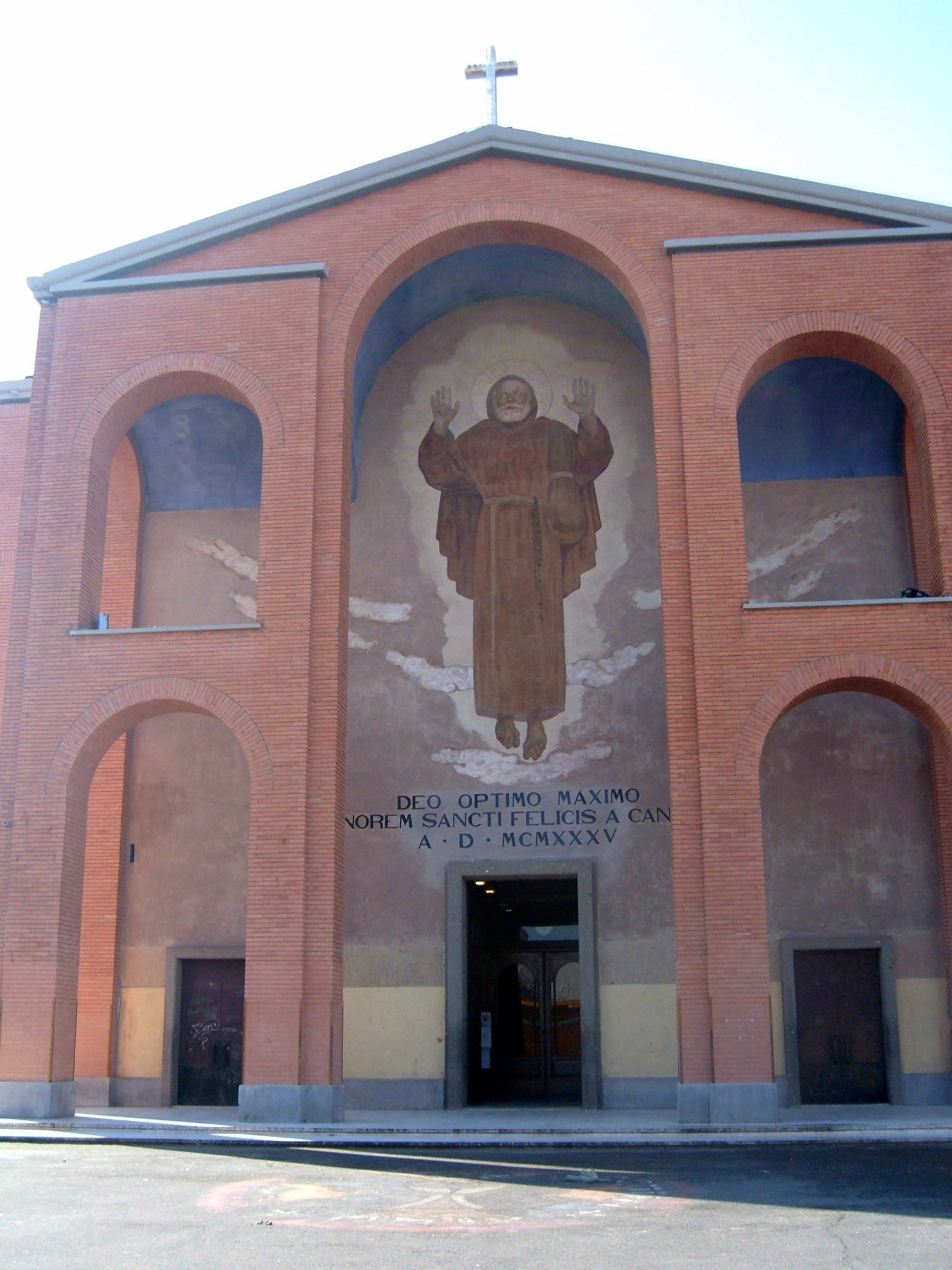
Eingangsfront
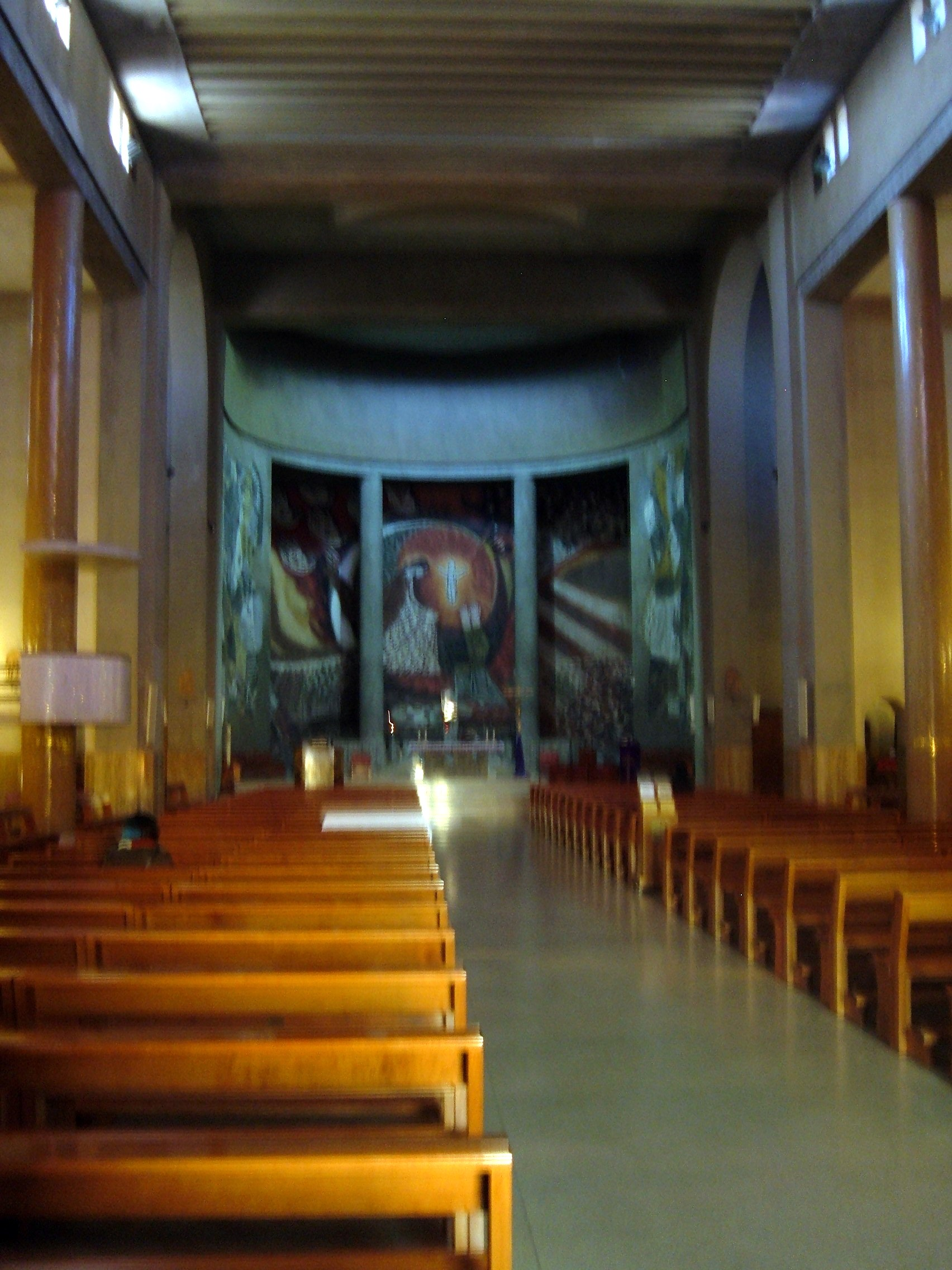
Innenraum mit Altar

## Kardinalpriester
- Stephen Kim Sou-hwan (1969–2009)
- Luis Antonio Tagle (24. November 2014–24. Mai 2025; ab 1. Mai 2020 Kardinalbischof pro illa vice)
- vakant